# 7161 Golitsyn
7161 Golitsyn (1982 UY10) là một tiểu hành tinh vành đai chính được phát hiện ngày 25 tháng 10 năm 1982 bởi L. V. Zhuravleva ở Đài vật lý thiên văn Crimean.